# آزمون نسبت

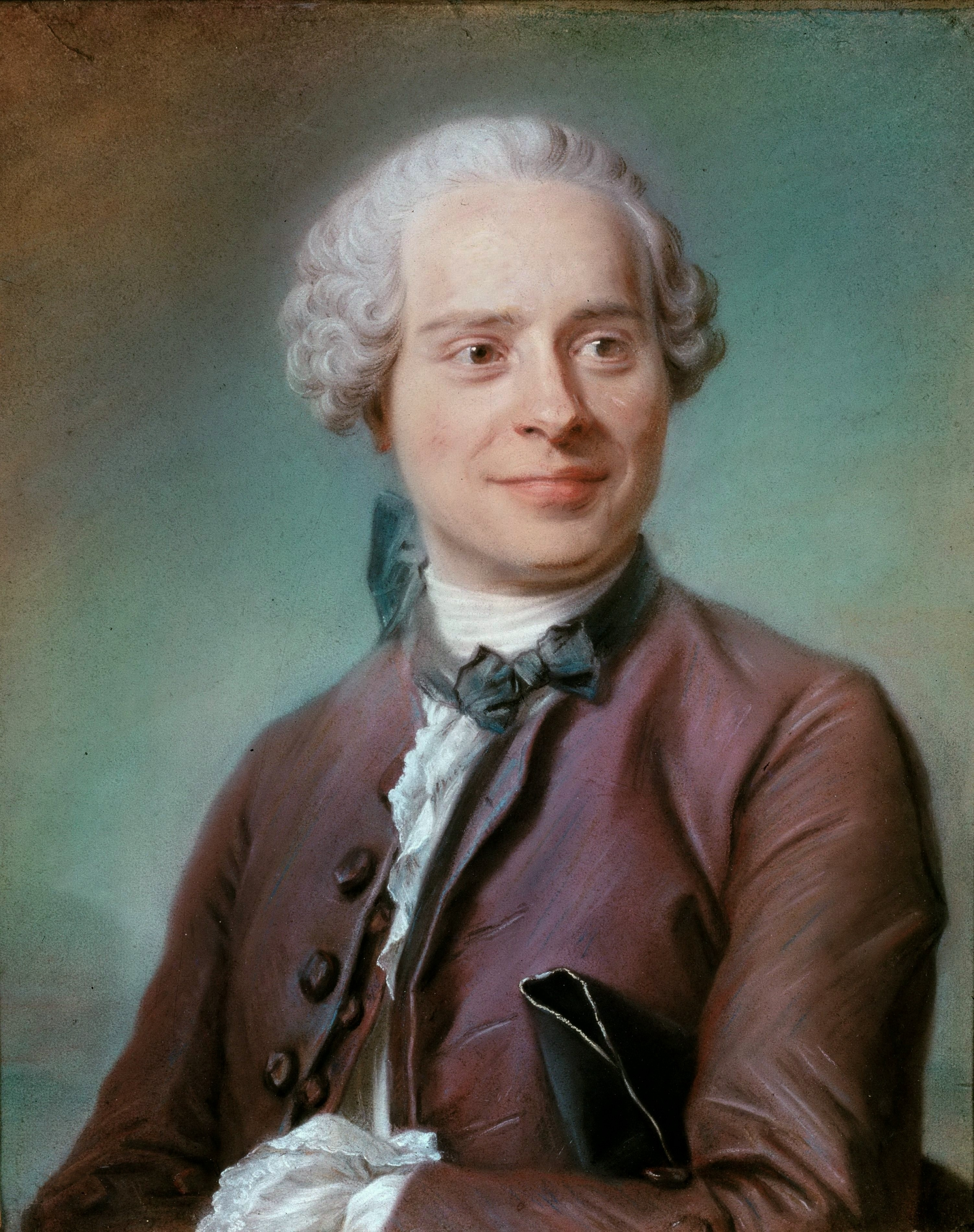
ژان لروند دالامبر

در ریاضی، آزمون دالامبر یا آزمون نسبت، آزمونی (یا معیاری) است برای بررسی همگرایی سری‌ها:
{\displaystyle \sum _{n=0}^{\infty }a_{n}}
که عبارات این سری‌ها همگی، عددهایی ناصفر و حقیقی یا مختلط اند. این آزمون برای اولین بار از سوی ژان لروند دالامبر معرفی شد به همین دلیل برخی آن را با نام آزمون نسبت دالامبر می‌شناسند. در این آزمون از حد زیر استفاده می‌شود:
اگر حد وجود داشته باشد، آزمون به این ترتیب نتیجه‌گیری می‌کند که:
- اگر ۱> L باشد، سری همگرای مطلق است.
- اگر ۱ <L باشد، سری واگرا است.
- اگر ۱ = L باشد یا حد موجود نباشد، آزمون بی نتیجه‌است. (ممکن است سری همگرا یا واگرا باشد.)

در حالتی که حد موجود نیست، می‌توان با استفاده از نتیجهٔ حد بالاتری آن استفاده کرد، در نظر بگیرید که:
{\displaystyle L=\lim \sup \left|{\frac {a_{n+1}}{a_{n}}}\right|}
آنگاه آزمون دالامبر به صورت زیر بیان می‌شود:
- اگر ۱> L باشد، سری همگرای مطلق است و
- اگر نامساوی {\displaystyle \left|{\frac {a_{n+1}}{a_{n}}}\right|>1} همواره برقرار باشد مگر در تعداد زیاد ولی قابل شمارشی از nها برقرار نباشد، سری واگرا است.

در غیر این دو حالت آزمون بی نتیجه‌است. توجه داشته باشید که با توجه به معیارهای همگرایی یک سری، اگر واگرایی آن بر ما روشن شد، آنگاه مقدار مطلق سری برای nهای بسیار بزرگ افزایش می‌یابد، پس {\displaystyle \lim a_{n}\neq 0} است که این خود نشانهٔ واگرایی است. نسخهٔ ضعیف تر معیار واگرایی را می‌توان با استفاده از حد پایین‌تری نشان داد:
- اگر {\displaystyle \ell =\lim \inf \left|{\frac {a_{n+1}}{a_{n}}}\right|>1,} آنگاه سری واگرا است.

اگر ℓ ≤ ۱ ≤ L آزمون بی نتیجه‌است.
اگر در رابطهٔ (۱) حد وجود داشته باشد، مقدار آن برابر با حد بالاتری و پایین‌تری خواهد بود، پس می‌توان گفت: نسخهٔ اصلی آزمون دالامبر به عنوان حالت خاصی از معیارهای بعدی است.

## چند نمونه

### همگرا
سری زیر را در نظر بگیرید:
{\displaystyle \sum _{n=1}^{\infty }{\frac {n}{e^{n}}}}
به کمک آزمون دالامبر همگرایی سری را بررسی می‌کنیم:
{\displaystyle {\begin{aligned}\lim _{n\to \infty }\left|{\frac {a_{n+1}}{a_{n}}}\right|&=\lim _{n\to \infty }\left|{\frac {\frac {n+1}{e^{n+1}}}{\frac {n}{e^{n}}}}\right|\\&={\frac {1}{e}}<1.\end{aligned}}}
چون {\displaystyle {\tfrac {1}{e}}} از ۱ کوچکتر است پس سری همگرا است.

### واگرا
سری زیر را در نظر بگیرید:
{\displaystyle \sum _{n=1}^{\infty }{\frac {e^{n}}{n}}.}
بررسی همگرایی سری به کمک آزمون دالامبر:
{\displaystyle {\begin{aligned}\lim _{n\to \infty }\left|{\frac {a_{n+1}}{a_{n}}}\right|&=\lim _{n\to \infty }\left|{\frac {\frac {e^{n+1}}{n+1}}{\frac {e^{n}}{n}}}\right|\\&=e>1.\end{aligned}}}
چون {\displaystyle e} بزرگتر از ۱ است پس سری واگرا است.

### بی‌نتیجه
اگر داشته باشیم:
{\displaystyle \lim _{n\rightarrow \infty }\left|{\frac {a_{n+1}}{a_{n}}}\right|=1}
بدست آوردن همگرایی یا واگرایی سری به کمک آزمون دالامبر ناممکن است.
برای نمونه سری زیر را در نظر بگیرید:
{\displaystyle \sum _{n=1}^{\infty }1}
این سری واگرا است در حالی که
{\displaystyle \lim _{n\rightarrow \infty }\left|{\frac {1}{1}}\right|=1}.
حال سری دیگری را در نظر بگیرید:
{\displaystyle \sum _{n=1}^{\infty }{\frac {1}{n^{2}}}}
این سری همگرای مطلق است ولی
{\displaystyle \lim _{n\rightarrow \infty }\left|{\frac {\frac {1}{(n+1)^{2}}}{\frac {1}{n^{2}}}}\right|=1.}
و در نهایت:
{\displaystyle \sum _{n=1}^{\infty }(-1)^{n}{\frac {1}{n}}}
که به صورت مشروط همگرا است ولی:
{\displaystyle \lim _{n\rightarrow \infty }\left|{\frac {\frac {(-1)^{n+1}}{(n+1)}}{\frac {(-1)^{n}}{n}}}\right|=1.}

## اثبات
فرض کنید {\displaystyle L=\lim _{n\rightarrow \infty }\left|{\frac {a_{n+1}}{a_{n}}}\right|<1} می‌توان ثابت کرد که سری، همگرای مطلق است اگر نشان دهیم که مقدار جمله‌های آن کم کم از مقدار جمله‌های سری هندسی با r <۱ کوچکتر می‌شوند. برای این کار در نظر بگیرید که {\displaystyle r={\frac {L+1}{2}}} است. آنگاه r قطعاً میان ۱ و L قرار دارد و برای nهای به اندازهٔ کافی بزرگ (بگویید nهای بزرگتر از N) داریم {\displaystyle |a_{n+1}|<r|a_{n}|} آنگاه برای تمامی n> N و k> ۰ داریم {\displaystyle |a_{n+k}|<r^{k}|a_{n}|} و:
{\displaystyle \sum _{i=1}^{\infty }|a_{i}|=\sum _{i=1}^{N}|a_{i}|+\sum _{i=N+1}^{\infty }|a_{i}|=P_{N}+\sum _{i=1}^{\infty }|a_{N+i}|<P_{N}+\sum _{i=1}^{\infty }r^{i}|a_{N+1}|=P_{N}+|a_{N+1}|\sum _{i=1}^{\infty }r^{i}=P_{N}+|a_{N+1}|{\frac {r}{1-r}}<\infty }
که در آن {\displaystyle P_{N}}  مجموع N جملهٔ نخست {\displaystyle \left|a_{n}\right|} است. پس سری همگرای مطلق است.
از سوی دیگر اگر L> ۱ باشد، آنگاه برای nهای به اندازهٔ کافی بزرگ داریم: {\displaystyle |a_{n+1}|>|a_{n}|} بنابراین حد جمع‌وند ناصفر است و سری واگرا است.

## L = ۱

### آزمون رابه
همان گونه که در نمونه‌ها نشان داده شد، اگر L = ۱ باشد آزمون دالامبر بی نتیجه‌است. آزمون رابه که از سوی جوزف لودویگ رابه معرفی شد، ادامه‌ای از آزمون دالامبر است. این آزمون می‌گوید که اگر:
{\displaystyle \lim _{n\rightarrow \infty }\left|{\frac {a_{n+1}}{a_{n}}}\right|=1}
ولی همزمان:
{\displaystyle \lim _{n\rightarrow \infty }\,n\left(\,\left|{\frac {a_{n+1}}{a_{n}}}\right|-1\right)<1}
آنگاه می‌توان گفت که این سری همگرای مطلق است. طبق نظر آگوستوس دو مورگان، آزمون نسبت دالامبر نخستین و آزمون رابه دومین آزمون از زنجیرهٔ نظریه‌های مربوط به همگرایی سری‌ها هستند.

### آزمون‌های بعدی زنجیره
طبق زنجیرهٔ مورگان، آزمون‌های برتراند و گاوس در پلّه‌های بعدی قرار می‌گیرند. هریک از این آزمون‌ها مجانب‌هایی کمی متفاوت با دیگری را بررسی می‌کند. آزمون برتراند می‌گوید، اگر:
{\displaystyle \left|{\frac {a_{n}}{a_{n+1}}}\right|=1+{\frac {1}{n}}+{\frac {\rho _{n}}{n\ln n}}}
آنگاه سری همگرا است اگر، حد پایینی ρn بزرگتر از ۱ باشد و واگرا است اگر حد بالایی ρn کوچکتر از ۱ باشد.
آزمون گاوس می‌گوید، اگر:
{\displaystyle \left|{\frac {a_{n}}{a_{n+1}}}\right|=1+{\frac {h}{n}}+{\frac {C_{n}}{n^{r}}}}
درحالی که r> ۱ است و Cn کراندار است، آنگاه سری همگرا است اگر h> ۱ باشد و واگرا است اگر h ≤ ۱ باشد.
هر دوی این آزمون‌ها حالت ویژه‌ای از آزمون کومر در بحث همگرایی سری‌هایی مانند Σan هستند. ζn را به عنوان یک دنبالهٔ معین از اعداد ثابت مثبت در نظر بگیرید. همچنین در نظر بگیرید که:
{\displaystyle \rho =\lim _{n\to \infty }\left(\zeta _{n}{\frac {a_{n}}{a_{n+1}}}-\zeta _{n+1}\right).}
اگر ρ> ۰ باشد آنگاه سری همگرا است. اگر ρ <۰ و Σ۱/ζn واگرا باشد آنگاه سری نیز واگرا است. در غیر این صورت آزمون بی‌نتیجه‌است.

## یادداشت
1. ↑  (Rudin 1976، §3.34)
2. ↑  (Apostol 1974، §8.14)